# Byer i Litauen
Dette er en liste over byer i Litauen.
Den største by i Litauen er Vilnius med et befolkningstal på 535.631(2011). I Vilnius apskritis bor der 850.321 personer(2010), omkring en fjerdedel af Litauens befolkning.
Officielt findes der 103 bebyggelser med bystatus i Litauen. Nogen af disse er landsbyer med midlertidig bystatus. Tabellen indeholder alle byer med bystatus. Tallene viser indbyggerne i byerne uden forstæderne.
| #   | CoA | By                  | Befolkning (2001) | Befolkning (2011) | Byrettigheder år | Apskritis             | Kommune                        |
| --- | --- | ------------------- | ----------------- | ----------------- | ---------------- | --------------------- | ------------------------------ |
| 1   |     | Vilnius             | 554,281           | 535,631           | 1387             | Vilnius apskritis     | Vilnius bykommune              |
| 2   |     | Kaunas              | 378,943           | 315,993           | 1408             | Kaunas apskritis      | Kaunas bykommune               |
| 3   |     | Klaipėda            | 192,954           | 162,360           | 1257             | Klaipėda apskritis    | Klaipėda bykommune             |
| 4   |     | Šiauliai            | 133,883           | 109,328           | 1589             | Šiauliai apskritis    | Šiauliai bykommune             |
| 5   |     | Panevėžys           | 119,749           | 99,690            | 1837             | Panevėžys apskritis   | Panevėžys bykommune            |
| 6   |     | Alytus              | 71,491            | 59,964            | 1581             | Alytus apskritis      | Alytus bykommune               |
| 7   |     | Marijampolė         | 48,675            | 47,010            | 1792             | Marijampolė apskritis | Marijampolė kommune            |
| 8   |     | Mažeikiai           | 42,675            | 40,572            | 1924             | Telšiai apskritis     | Mažeikiai distriktskommune     |
| 9   |     | Jonava              | 34,954            | 34,446            | 1864             | Kaunas apskritis      | Jonava distriktskommune        |
| 10  |     | Utena               | 33,860            | 32,572            | 1599             | Utena apskritis       | Utena distriktskommune         |
| 11  |     | Kėdainiai           | 32,048            | 31,055            | 1590             | Kaunas apskritis      | Kėdainiai distriktskommune     |
| 12  |     | Telšiai             | 31,460            | 30,011            | 1791             | Telšiai apskritis     | Telšiai distriktskommune       |
| 13  |     | Visaginas           | 29,554            | 28,269            | 1977             | Utena apskritis       | Visaginas kommune              |
| 14  |     | Tauragė             | 29,124            | 27,862            | 1924             | Tauragė apskritis     | Tauragė distriktskommune       |
| 15  |     | Ukmergė             | 28,759            | 27,603            | 1486             | Vilnius apskritis     | Ukmergė distriktskommune       |
| 16  |     | Plungė              | 23,436            | 23,187            | 1792             | Telšiai apskritis     | Plungė distriktskommune        |
| 17  |     | Šilutė              | 21,476            | 20,945            | 1941             | Klaipėda apskritis    | Šilutė distriktskommune        |
| 18  |     | Kretinga            | 21,423            | 21,452            | 1609             | Klaipėda apskritis    | Kretinga distriktskommune      |
| 19  |     | Radviliškis         | 20,339            | 19,625            | 1923             | Šiauliai apskritis    | Radviliškis distriktskommune   |
| 20  |     | Druskininkai        | 18,233            | 16,263            | 1893             | Alytus apskritis      | Druskininkai kommune           |
| 21  |     | Palanga             | 17,623            | 17,620            | 1791             | Klaipėda apskritis    | Palanga bykommune              |
| 22  |     | Rokiškis            | 16,746            | 15,549            | 1920             | Panevėžys apskritis   | Rokiškis distriktskommune      |
| 23  |     | Biržai              | 15,262            | 14,565            | 1589             | Panevėžys apskritis   | Biržai distriktskommune        |
| 24  |     | Gargždai            | 15,212            | 16,087            | 1792             | Klaipėda apskritis    | Klaipėda distriktskommune      |
| 25  |     | Kuršėnai            | 14,197            | 13,670            | 1946             | Šiauliai apskritis    | Šiauliai distriktskommune      |
| 26  |     | Elektrėnai          | 14,050            | 13,818            | 1962             | Vilnius apskritis     | Elektrėnai kommune             |
| 27  |     | Jurbarkas           | 13,797            | 13,307            | 1611             | Tauragė apskritis     | Jurbarkas distriktskommune     |
| 28  |     | Garliava            | 13,322            | 13,500            | 1958             | Kaunas apskritis      | Kaunas distriktskommune        |
| 29  |     | Vilkaviškis         | 13,283            | 12,931            | 1660             | Marijampolė apskritis | Vilkaviškis distriktskommune   |
| 30  |     | Raseiniai           | 12,541            | 12,245            | 1492–1506        | Kaunas apskritis      | Raseiniai distriktskommune     |
| 31  |     | Naujoji Akmenė      | 12,345            | 11,468            | 1792             | Šiauliai apskritis    | Akmenė distriktskommune        |
| 32  |     | Anykščiai           | 11,958            | 11,829            | 1516             | Utena apskritis       | Anykščiai distriktskommune     |
| 33  |     | Lentvaris           | 11,773            | 11,642            | 1946             | Vilnius apskritis     | Trakai distriktskommune        |
| 34  |     | Grigiškės           | 11,448            | 11,466            | 1958             | Vilnius apskritis     | Vilnius bykommune              |
| 35  |     | Prienai             | 11,353            | 10,984            | 1609             | Kaunas apskritis      | Prienai distriktskommune       |
| 36  |     | Joniškis            | 11,329            | 10,881            | 1616             | Šiauliai apskritis    | Joniškis distriktskommune      |
| 37  |     | Kelmė               | 10,900            | 10,302            | 1947             | Šiauliai apskritis    | Kelmė distriktskommune         |
| 38  |     | Varėna              | 10,845            | 10,296            | 1946             | Alytus apskritis      | Varėna distriktskommune        |
| 39  |     | Kaišiadorys         | 10,002            | 9,729             | 1946             | Kaunas apskritis      | Kaišiadorys distriktskommune   |
| 40  |     | Pasvalys            | 8,709             | 8,296             | 1946             | Panevėžys apskritis   | Pasvalys distriktskommune      |
| 41  |     | Kupiškis            | 8,451             | 8,082             | 1791             | Panevėžys apskritis   | Kupiškis distriktskommune      |
| 42  |     | Zarasai             | 8,365             | 7,766             | 1843             | Utena apskritis       | Zarasai distriktskommune       |
| 43  |     | Skuodas             | 7,896             | 7,358             | 1572             | Klaipėda apskritis    | Skuodas distriktskommune       |
| 44  |     | Kazlų Rūda          | 7,401             | 7,162             | 1950             | Marijampolė apskritis | Kazlų Rūda kommune             |
| 45  |     | Širvintos           | 7,273             | 7,070             | 1950             | Vilnius apskritis     | Širvintos distriktskommune     |
| 46  |     | Molėtai             | 7,221             | 6,949             | 1956             | Utena apskritis       | Molėtai distriktskommune       |
| 47  |     | Švenčionėliai       | 6,923             | 6,346             | 1920             | Vilnius apskritis     | Švenčionys distriktskommune    |
| 48  |     | Šakiai              | 6,795             | 6,511             | 1776             | Marijampolė apskritis | Šakiai distriktskommune        |
| 49  |     | Šalčininkai         | 6,722             | 6,563             | 1956             | Vilnius apskritis     | Šalčininkai distriktskommune   |
| 50  |     | Ignalina            | 6,591             | 6,119             | 1950             | Utena apskritis       | Ignalina distriktskommune      |
| 51  |     | Kybartai            | 6,556             | 6,209             | 1947             | Marijampolė apskritis | Vilkaviškis distriktskommune   |
| 52  |     | Pabradė             | 6,525             | 6,236             | 1946             | Vilnius apskritis     | Švenčionys distriktskommune    |
| 53  |     | Šilalė              | 6,281             | 6,037             | 1950             | Tauragė apskritis     | Šilalė distriktskommune        |
| 54  |     | Pakruojis           | 6,057             | 5,750             | 1950             | Šiauliai apskritis    | Pakruojis distriktskommune     |
| 55  |     | Nemenčinė           | 5,892             | 5,876             | 1955             | Vilnius apskritis     | Vilnius distriktskommune       |
| 56  |     | Trakai              | 5,725             | 5,373             | 1409             | Vilnius apskritis     | Trakai distriktskommune        |
| 57  |     | Švenčionys          | 5,684             | 5,566             | 1800             | Vilnius apskritis     | Švenčionys distriktskommune    |
| 58  |     | Vievis              | 5,303             | 5,049             | 1950             | Vilnius apskritis     | Elektrėnai kommune             |
| 59  |     | Lazdijai            | 5,140             | 4,811             | 1957             | Alytus apskritis      | Lazdijai district municipality |
| 60  |     | Kalvarija           | 5,090             | 5,013             | 1791             | Marijampolė apskritis | Kalvarija kommune              |
| 61  |     | Rietavas            | 3,979             | 3,843             | 1792             | Telšiai apskritis     | Rietavas kommune               |
| 62  |     | Žiežmariai          | 3,884             | 3,759             | 1792             | Kaunas apskritis      | Kaišiadorys distriktskommune   |
| 63  |     | Eišiškės            | 3,765             | 3,610             | 1950             | Vilnius apskritis     | Šalčininkai distriktskommune   |
| 64  |     | Ariogala            | 3,697             | 3,458             | 1792             | Kaunas apskritis      | Raseiniai distriktskommune     |
| 65  |     | Venta               | 3,412             | 2,959             | 1978             | Šiauliai apskritis    | Akmenė distriktskommune        |
| 66  |     | Šeduva              | 3,400             | 3,200             | 1654             | Šiauliai apskritis    | Radviliškis distriktskommune   |
| 67  |     | Birštonas           | 3,225             | 3,172             | 1518?            | Kaunas apskritis      | Birštonas kommune              |
| 68  |     | Akmenė              | 3,140             | 2,690             | 1792             | Šiauliai apskritis    | Akmenė distriktskommune        |
| 69  |     | Tytuvėnai           | 2,851             | 2,690             | 1956             | Šiauliai apskritis    | Kelmė distriktskommune         |
| 70  |     | Rūdiškės            | 2,559             | 2,472             | 1958             | Vilnius apskritis     | Trakai distriktskommune        |
| 71  |     | Pagėgiai            | 2,393             | 2,236             | 1923             | Tauragė apskritis     | Pagėgiai kommune               |
| 72  |     | Neringa             | 2,386             | 3,371             | 1961             | Klaipėda apskritis    | Neringa kommune                |
| 73  |     | Vilkija             | 2,338             | 2,301             | 1792             | Kaunas apskritis      | Kaunas distriktskommune        |
| 74  |     | Žagarė              | 2,312             | 2,115             | 1924             | Šiauliai apskritis    | Joniškis distriktskommune      |
| 75  |     | Viekšniai           | 2,270             | 2,198             | 1791             | Telšiai apskritis     | Mažeikiai distriktskommune     |
| 76  |     | Skaudvilė           | 2,140             | 1,976             | 1950             | Tauragė apskritis     | Tauragė distriktskommune       |
| 77  |     | Ežerėlis            | 2,051             | 2,014             | 1956             | Kaunas apskritis      | Kaunas distriktskommune        |
| 78  |     | Gelgaudiškis        | 2,029             | 1,936             | 1958             | Marijampolė apskritis | Šakiai distriktskommune        |
| 79  |     | Kudirkos Naumiestis | 1,997             | 1,916             | 1643             | Marijampolė apskritis | Šakiai distriktskommune        |
| 80  |     | Simnas              | 1,980             | 1,844             | 1626             | Alytus apskritis      | Alytus distriktskommune        |
| 81  |     | Salantai            | 1,942             | 1,825             | 1746             | Klaipėda apskritis    | Kretinga distriktskommune      |
| 82  |     | Linkuva             | 1,797             | 1,735             | 1950             | Šiauliai apskritis    | Pakruojis distriktskommune     |
| 83  |     | Veisiejai           | 1,762             | 1,592             | 1956             | Alytus apskritis      | Lazdijai distriktskommune      |
| 84  |     | Ramygala            | 1,733             | 1,695             | 1957             | Panevėžys apskritis   | Panevėžys distriktskommune     |
| 85  |     | Priekulė            | 1,725             | 1,663             | 1948             | Klaipėda apskritis    | Klaipėda distriktskommune      |
| 86  |     | Joniškėlis          | 1,477             | 1,389             | 1736             | Panevėžys apskritis   | Pasvalys distriktskommune      |
| 87  |     | Jieznas             | 1,476             | 1,311             | 1956             | Kaunas apskritis      | Prienai distriktskommune       |
| 88  |     | Daugai              | 1,458             | 1,432             | 1792             | Alytus apskritis      | Alytus distriktskommune        |
| 89  |     | Obeliai             | 1,371             | 1,293             | 1956             | Panevėžys apskritis   | Rokiškis distriktskommune      |
| 90  |     | Varniai             | 1,355             | 1,258             | 1950             | Telšiai apskritis     | Telšiai distriktskommune       |
| 91  |     | Virbalis            | 1,351             | 1,250             | 1593             | Marijampolė apskritis | Vilkaviškis distriktskommune   |
| 92  |     | Vabalninkas         | 1,328             | 1,155             | 1775             | Panevėžys apskritis   | Biržai distriktskommune        |
| 93  |     | Seda                | 1,309             | 1,189             | 1950             | Telšiai apskritis     | Mažeikiai distriktskommune     |
| 94  |     | Subačius            | 1,180             | 1,105             | 1958             | Panevėžys apskritis   | Kupiškis distriktskommune      |
| 95  |     | Baltoji Vokė        | 1,073             | 1,073             | 1958             | Vilnius apskritis     | Šalčininkai distriktskommune   |
| 96  |     | Dūkštas             | 1,070             | 930               | 1956             | Utena apskritis       | Ignalina distriktskommune      |
| 97  |     | Pandėlys            | 1,024             | 941               | 1956             | Panevėžys apskritis   | Rokiškis distriktskommune      |
| 98  |     | Dusetos             | 914               | 831               | 1950             | Utena apskritis       | Zarasai distriktskommune       |
| 99  |     | Užventis            | 898               | 811               | 1746             | Šiauliai apskritis    | Kelmė distriktskommune         |
| 100 |     | Kavarskas           | 809               | 692               | 1956             | Utena apskritis       | Anykščiai distriktskommune     |
| 101 |     | Smalininkai         | 653               | 600               | 1945             | Tauragė apskritis     | Jurbarkas distriktskommune     |
| 102 |     | Troškūnai           | 525               | 504               | 1956             | Utena apskritis       | Anykščiai distriktskommune     |
| 103 |     | Panemunė            | 329               | 318               | 1837             | Tauragė apskritis     | Pagėgiai kommune               |

## Links
- Statistik Arkiveret 13. november 2011 hos  Wayback Machine
- World Gazetteer – Aktuelle indbyggertal for Litauens byer
- Historiske indbyggertal